# 王體乾 (明朝宦官)
王体乾（？—？），北直隸順天府昌平縣（今北京）人，是魏忠贤的爪牙，明熹宗时期的司礼监掌印太监。

## 生平
王体乾为人柔佞深险，本来是尚膳监太监。
天启年间，迁入司礼监任秉笔太监，為司礼监掌印太监王安的部下，後投入魏忠賢、客氏集團，合謀害死王安。魏忠賢酬庸，用王体乾為司禮監掌印太監，位在秉筆太監魏忠賢之上，但魏忠賢視其如傀儡。
天启四年（1624年），万燝、杨涟弹劾魏忠贤，与李永貞乘機維護之，保護了魏忠賢之命。
天启六年（1626年），又有東林七君子遭魏忠賢、王体乾陷害而死。及魏忠贤冒陵工、殿工、边功等赏，王体乾、李永贞辈亦各荫锦衣官数人。
崇祯元年（1628年），朱由檢即位为帝後，王体乾因阿附魏忠賢，被罷黜並且抄家。

## 延伸阅读
[在维基数据编辑]
 《明史卷三百〇五》，出自《明史》